# Jean Tabary
Jean Tabary (Stockholm, 5 maart 1930 – Pont-l'Abbé-d'Arnoult, 18 augustus 2011) was een Frans stripauteur. Hij was de tekenaar van onder meer de stripreeks Iznogoedh, die ook een tekenfilmversie kreeg.

## Biografie
Tabary's stripcarrière begon in 1956 in het striptijdschrift Vaillant, waarvoor hij de strip Richard et Charlie maakte. Zijn Totoche startte in 1958 en kreeg tussen 1966 en 1976 een eigen pocketmagazine. In 1958 startte hij eveneens de reeks Grabadu et Gabaliouchtou, ook voor Vaillant. Vanaf 1966 verscheen een spin-off van Totoche, Jeannot et Corinne. Daarvan werden twee albums vertaald in het Nederlands onder de naam Jantje en Carina.
Vanaf 1960 werkte Tabary samen met scenarist René Goscinny. Ze maakten samen Valentin le vagabond, in 1962 gevolgd door Haroun el Poussah. In 1962 startten ze met de reeks Iznogoedh. Iznogoedh verscheen aanvankelijk in het tijdschrift Record. In 1968 verhuisde de reeks naar Pilote, Goscinny's eigen tijdschrift. Na zijn dood in 1977 zette Tabary de reeks alleen voort. Hij deed dit in eigen beheer, waarvoor in 1979 de uitgeverij Editions Tabary werd opgericht. Er verschenen van Iznogoedh ook tekenfilms en in 2005 een verfilming. Van Iznogoedh werden wereldwijd 10 miljoen albums verkocht.
In 2004 kreeg Tabary een hersenbloeding. In 2008 droeg hij Iznogoedh over aan zijn kinderen. Nicolas nam het tekenwerk over, Stéphane en Muriel namen de scenario's op zich. Jean Tabary overleed op 18 augustus 2011.
- Biblioteca Nacional de España: XX1008997
- Bibliothèque nationale de France: cb11925888x (data)
- Catàleg d'autoritats de noms i títols de Catalunya: 981058516539606706
- Gemeinsame Normdatei: 138246661
- International Standard Name Identifier: 0000 0000 7822 3547
- Library of Congress Control Number: n90661090
- Nationale Bibliotheek van Tsjechië: osd2014817651
- Nationale Bibliotheek van Polen: a0000001250756
- Nederlandse Thesaurus van Auteursnamen: 069302308
- Istituto Centrale per il Catalogo Unico: MODV067145
- Système universitaire de documentation: 027153398
- Trove: 1047306
- Virtual International Authority File: 56616711